# 서울우편집중국
서울우편집중국(서울郵便集中局)은 대한민국 우정사업본부 서울지방우정청 소속의 우편집중국이었다. 1990년 7월 4일 대한민국에서 최초의 우편집중국으로 개국하였다. 서울특별시의 대표 우편 집중국이었으나, 2011년 용산국제업무지구 재개발로 인하여 폐국되었다.

## 관할구역
- 서울특별시(중구, 서대문구, 용산구, 영등포구, 관악구, 동작구)(기능 정지)

## 같이 보기
- 우정사업본부
- 우편집중국